# Luca Scacchetti

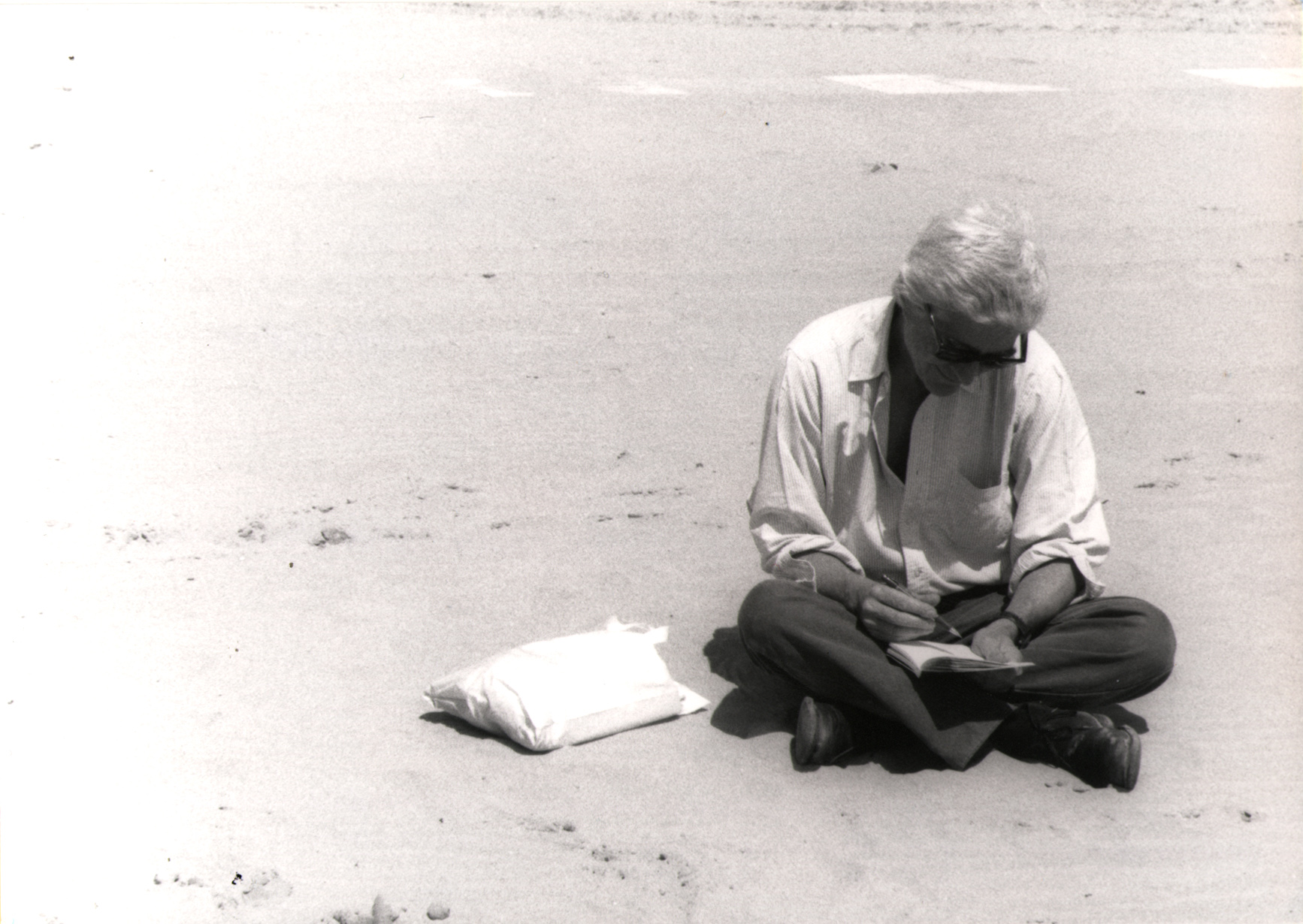
Luca Scacchetti

Luca Scacchetti (Milano, 5 aprile 1952 – Milano, 3 luglio 2015) è stato un architetto, designer e teorico dell'architettura italiano.

## Biografia
Nel 1975 si laurea in Architettura al Politecnico di Milano e, l'anno successivo, inizia ad insegnare Composizione architettonica nella stessa facoltà milanese.
Nel 1978 affianca la libera professione all'attività di docenza, fondando il suo studio che, in pochi anni, diviene un falansterio architettonico e artistico dove operano giovani architetti e designer provenienti dall'Italia e dall'estero.
Dal 1987 gli viene assegnata la cattedra di Progettazione architettonica presso il Dipartimento di Architettura dell'Istituto Europeo di Design di Milano del quale dipartimento assume la direzione dal 1990 al 1995.
Moltissimi i progetti eseguiti da Scacchetti in campo edilizio e urbanistico. Dai primi palazzi in viale Majno e via Garibaldi a Milano alla Villa Amoras in Costa Smeralda, dal riassetto dell'Aeroporto Leonardo da Vinci di Roma, alla progettazione dell'Aeroporto Guglielmo Marconi di Bologna, oltre al complesso residenziale PJ South a Shanghai e vari interventi in Grecia, Francia, Moldovia e Kazakistan, Azerbaigian.
L'attività professionale di Scacchetti non è mai stata rigidamente separata da quella didattica. Molti infatti sono i concorsi internazionali partecipati dallo studio per dare modo ad architetti esordienti di misurarsi con grandi progettazioni, accogliendo nuove idee e armonizzandole in una sola realizzazione formale e funzionale. Tra i tanti occorre ricordare il progetto "Soma in dodici quarte", uno studio immaginifico-attuativo per il recupero dell'enorme complesso immobiliare dell'ex ospedale psichiatrico di Castiglione delle Stiviere, nel quale Scacchetti e il suo storico braccio destro Antonella Ferrari, guidarono un pool di allora giovanissimi architetti, come Paolo Mistrorigo, Giancarlo Rossi e la giapponese Ayako Ishii.
Nel campo del design industriale Scacchetti ha collaborato con molte aziende italiane e straniere, particolarmente nel settore dell'arredamento. Tra le centinaia di collaborazioni e realizzazioni assumono particolare i lavori svolti per la Tecno e per Poltrona Frau: per quest'ultima disegna "Hydra", la poltrona più conosciuta d'Italia, per essere da molti anni utilizzata nel popolare programma televisivo "Porta a Porta", condotto da Bruno Vespa.

### Opere di Luca Scacchetti
- La vicenda urbanistica e edilizia dell'Istituto case popolari di Milano dagli esordi alla seconda guerra mondiale, Milano, Clup, 1981, (con Ezio Bonfanti e Massimo Scolari)
- Architetti italiani, Milano, IED, 1992
- Cutlery, Milano, Cleto Munari, 2000, (con Carlo Scarpa e Paolo Portoghesi)
- Alfabeto, Milano, Ottagono, 2007
- Guglielmo Ulrich, 1904-1977, Milano, Ore cultura, 2009
- Le sette città «e madunnette» laiche, Milano. Pubblicomm, 2013

### Opere su Luca Scacchetti
- Ezio Bonfanti, Scritti di architettura . Luca Scacchetti, Milano, Clup, 1981
- Paolo Portoghesi, I nuovi architetti italiani: le luci del paradiso perduto, Laterza Edizioni, Milano, 1985.
- Francesco Moschini, Luca Scacchetti. Forme, oggetti, architetture, 1975-1985, Roma, AAM, 1986
- Vanni Pasca, Luca Scacchetti, '75 '95: Walking in Different Ways, Milano, Edizioni Tecno, 1990
- Emilio Ambasz, Riccardo Bofill, Arduino Cantafora, Francesco Moschini, Giancarlo Motta, Paolo Portoghesi, Luca Scacchetti Architetture, Milano, Idea Books, 1991